# Ali Sami Yen Spor Kompleksi Rams Park
Ali Sami Yen Spor Kompleksi Rams Park, kortweg Rams Park, is een voetbalstadion in het Europese deel van het Turkse Istanboel. Het stadion werd gebouwd tussen 2007 en 2010 is gefinancierd door de Turkse overheid. Het is het voetbalstadion van Galatasaray.

## Geschiedenis
Het idee in 2007 was om een stadion te bouwen dat voldeed aan de (UEFA-)eisen die vanaf 2016 van kracht werden en dat dezelfde kwaliteiten had als het stadion van Schalke 04, de Veltins-Arena en de Amsterdam ArenA, het stadion van AFC Ajax, en de bouw te voltooien in 16 maanden. Met de bouw van het nieuwe stadion werd in december 2007 begonnen. Door de financiële crisis liep de bouw evenwel vertraging op en werd het project op een aantal punten aangepast. De bouw, zonder het dak vooralsnog, werd pas in 2010 voltooid. Het stadion kreeg een capaciteit van 52.500 toeschouwers. Er zou een dak worden gebouwd dat dicht kon in geval van sneeuw, regen of tijdens evenementen. Galatasaray nam het stadion na de winterstop van het seizoen 2010/11 in gebruik. Op 15 januari 2011 werd het stadion geopend.
De eerste wedstrijd die hier gespeeld werd, betrof een vriendschappelijke wedstrijd tussen Galatasaray en AFC Ajax (eindstand 0-0). Met de constructie van het dak werd medio 2011 begonnen. De eerste officiële wedstrijd in het stadion was een competitiewedstrijd welke met 1-0 werd gewonnen van Sivasspor, dankzij een goal van Servet Çetin, die daarmee het openingsdoelpunt in het stadion maakte.

## Naam
Türk Telekom Arena
Türk Telekom werd met ingang van het seizoen 2011-2012 de naamsponsor van het stadion voor een periode van 10 jaar.
Türk Telekom Stadyumu
Recep Tayyip Erdoğan was van mening dat het woord 'arena' niet bij een voetbalstadion hoorde, om deze reden lieten zowel Galatasaray SK en Beşiktaş JK de namen van de stadia wijzigen van "Arena" naar "Stadyumu". In mei 2017 werd dan ook de naam gewijzigd van Türk Telekom Arena naar Türk Telekom Stadyumu.
NEF Stadyumu
Het sponsorcontract van Türk Telekom eindigde op 31 mei 2021 en werd niet verlengd. Toenmalig clubvoorzitter Burak Elmas maakte bekend dat een nieuwe sponsor was gevonden. Op 5 oktober 2021 werd de naam Türk Telekom van het stadion gehaald. Op 12 oktober 2021 werd bekendgemaakt dat een sponsorovereenkomst was getekend met NEF, dat de naamrechten voor het stadion verkreeg, waardoor de nieuwe naam Ali Sami Yen Spor Kompleksi NEF Stadyumu werd.
Rams Park
Op 28 juni 2023 eindigde het contract met NEF. Dezelfde dag werd bekendgemaakt dat Rams Global de nieuwe naamsponsor voor het stadion zou worden. Media berichtten dat de club met de 5-jarige overeenkomst zo'n 7,5 miljoen euro zou krijgen per jaar.

## Gebruik
Het stadion wordt regelmatig gebruikt voor wedstrijden van het Turks voetbalelftal en werd gebruikt voor het Wereldkampioenschap voetbal onder 20 in 2013.

## Concerten

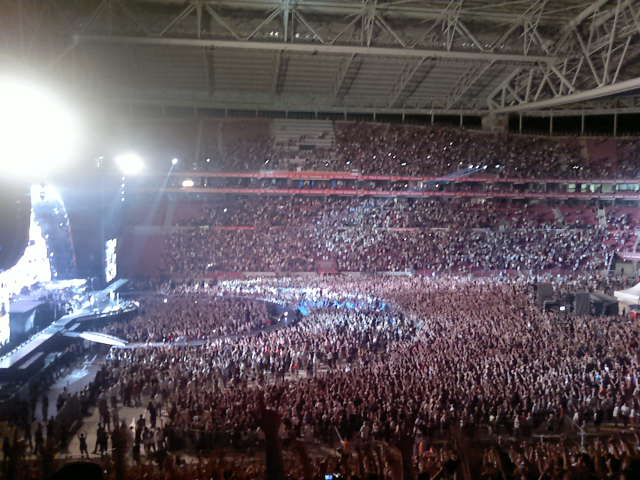
Bon Jovi in concert op 8 juli 2011

Het stadion kan ook gebruikt worden voor concerten met een publiekscapaciteit van meer dan 70.000 toeschouwers.  De eerste groep die in het stadion optrad was Bon Jovi op 8 juli 2011. Op 7 juni 2012 trad Madonna op in het stadion met haar MDNA Tour voor 47.789 toeschouwers.